# Kleingebiet Gyöngyös

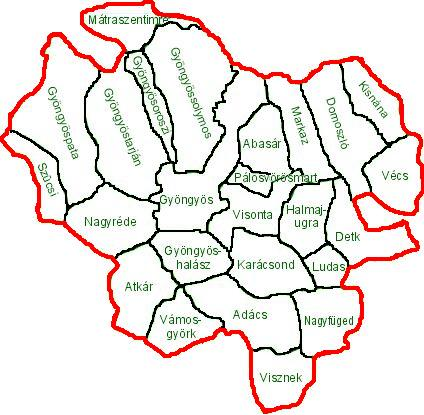
Karte des Kleingebiets Gyöngyös

Das Kleingebiet Gyöngyös (ungarisch Gyöngyösi kistérség) war bis Ende 2012 eine ungarische Verwaltungseinheit (LAU 1) im westlichen Teil des Komitats Heves in Nordungarn. Während der Verwaltungsreform 2013 erfuhr die Zuordnung der Ortschaften keine Änderung. Alle 25 Ortschaften wurden in den nachfolgenden Kreis Gyöngyös (ungarisch Gyöngyösi járás) übernommen.
Ende 2012 lebten auf einer Fläche von 750,78 km² 73.460 Einwohner. Die Bevölkerungsdichte des größten Kleingebiets lag mit 98 Einwohnern/km² über der des Komitats.
Der Verwaltungssitz befand sich in der einzigen Stadt Gyöngyös (31.018 Ew.). Die 24 Gemeinden (ungarisch Község) hatten eine durchschnittliche Einwohnerzahl von 1.768 (auf je 28,98 km² Fläche). 

## Ortschaften
| Abasár         | Adács          | Atkár          | Detk         | Domoszló        |
| Gyöngyös       | Gyöngyöshalász | Gyöngyösoroszi | Gyöngyöspata | Gyöngyössolymos |
| Gyöngyöstarján | Halmajugra     | Karácsond      | Kisnána      | Ludas           |
| Markaz         | Mátraszentimre | Nagyfüged      | Nagyréde     | Pálosvörösmart  |
| Szűcsi         | Vámosgyörk     | Vécs           | Visonta      | Visznek         |